# Macrosiagon senegalense
Macrosiagon senegalense is een keversoort uit de familie waaierkevers (Rhipiphoridae). De wetenschappelijke naam van de soort is voor het eerst geldig gepubliceerd in 1951 door Pic.